# Silverij
Silverij je moško osebno ime.

## Izvor imena
Ime Silverij je različica moškega osebnega imena Silvester.

## Pogostost imena
Po podatkih Statističnega urada Republike Slovenije je bilo na dan 31. decembra 2007 v Sloveniji število moških oseb z imenom Silverij: 16.

## Osebni praznik
V koledarju je ime Silverij zapisano 20. junija (Silverij, papež in mučenec, † 20. jun. 537).